# Babe Pratt
Walter Peter "Babe" Pratt, född 7 januari 1916 i Stony Mountain, Manitoba, död 16 december 1988 i Vancouver, var en kanadensisk professionell ishockeyspelare. Pratt spelade för New York Rangers, Toronto Maple Leafs och Boston Bruins i National Hockey League åren 1935–1947.
Pratt vann Stanley Cup med New York Rangers 1940 och med Toronto Maples Leafs 1945.
Säsongen 1943–44 tilldelades Pratt Hart Memorial Trophy som NHL:s mest värdefulle spelare.
Han valdes in i Hockey Hall of Fame 1966.